# Serraca submarginata
Serraca submarginata là một loài bướm đêm trong họ Geometridae.